# Bellona
Bellona er en romersk krigsgudinde, hun blev opfattet som Mars' søster. Hendes navn er en afledning af det latinske ord for krig (bellum), men hendes oprindelse er usikker. Det præsteskab som varetog hendes kult blev "bellonarii", og selvbeskadigelse var en del af ritualerne i denne kult. Alle senatsmøder i Rom i forbindelse med krige fandt sted i Templum Bellonae.
Bellona blev identificeret med den græske guddom Enyo, hvis navn betød frygt, men det er blevet foreslået at Bellona oprindeligt var krigsgudinden i den traditionelle romersk religion, og at Mars, som måske oprindeligt i højere grad var knyttet til landbrug, først på et senere tidspunkt fik den rolle.